# Битва при Сан-Патрисио
Битва при Сан-Патрисио произошла в ходе Техасской революции 27 февраля 1836 между техасскими повстанцами и колонной мексиканской армии, направленной на подавление мятежа.

## Прелюдия
В 1833 году мексиканские консерваторы обратились к президенту Мексики Антонио Лопесу де Санта-Анне с просьбой сместить вице-президента Валентина Гомеса Фариаса, проводившему либеральные реформы, направленные против армии и церкви. В 1835 Санта-Анна сместил Фариаса, отменил конституцию 1824 года и распустил Конгресс. При поддержке военных его режим начал превращаться в централизованную диктатуру. Сторонники устройства Мексики на принципах федерализма подняли восстание в нескольких штатах. Большинство англоязычных поселенцев штата Коауила-и-Техас присоединилось к мятежу, их недовольство подогревалось такими мерами Санта-Анны, как отмена рабства и выдворение нелегальных иммигрантов. В ходе двух кампаний повстанцы разгромили и изгнали с территории Техаса все мексиканские силы и гарнизоны. 

После подавления восстаний во внутренних штатах Санта-Анна лично возглавил шеститысячную Армию действий в Техасе в её походе на север с целью восстановить власть Мексики над Техасом. Он разделил армию с целью добиться максимального охвата. Одну из колонн, которая двинулась на юго-восток, возглавил бригадный генерал Хосе де Урреа, его задание состояло в восстановлении контроля над техасской частью побережья и морских линий снабжения с Мексикой. 

## Битва
Техасские революционеры Джеймс Грант, Фрэнк У. Джонсон и Роберт Моррис вынашивали план захвата портового города Матаморос. Однако для выполнения этого плана их людям предстоял долгий путь на юг и они решили наловить диких лошадей.
27 февраля 1836 передовые разъезды Урреа обнаружили техасский лагерь в заброшенном ирландском поселении Сан-Патрисио. В лагере находились 70 техассцев под командованием Фрэнка Джонсона. В 3.30 ночи мексиканцы внезапно обстреляли техасцев, убив 20 повстанцев и захватив 32 пленников. Бой продолжался несколько часов. Джонсону и четверым пленным посчастливилось бежать, вскоре они присоединились к силам полковника Джеймса Фэннина в Голиаде. Один из техасских революционеров, Дэниэл Дж. Толер, смог бежать, не попав в плен.

## Битва при Агуа Дульсе
Несколькими днями раньше командир Грант с небольшой группой отделился от отряда Джонсона и двинулся к югу, чтобы наловить больше лошадей. 2 марта 1836 отряд Гранта и Морриса был застигнут внезапной атакой солдат Урреа в лагере Агуа Дульсе-Крик. Мексиканцы убили Гранта, Морриса и 12 повстанцев, выживших взяли в плен и переместили в Матаморос.